# Oxymeris areolata
Oxymeris areolata é uma espécie de gastrópode do gênero Oxymeris, pertencente a família Terebridae.